# Lannapsyche xylostelloides
Lannapsyche xylostelloides är en nattsländeart som beskrevs av Wolfram Mey 1997. Lannapsyche xylostelloides ingår i släktet Lannapsyche och familjen böjrörsnattsländor. Inga underarter finns listade i Catalogue of Life.